# Mistrovství světa v atletice 2001 – desetiboj muži
Desetiboj na MS v atletice 2001 v kanadském Edmontonu (6. – 7. srpna 2001) byl završením hattricku českého desetibojaře Tomáše Dvořáka, který zde suverénním stylem obhájil předchozí dvě zlaté medaile z Athén 1997 a Sevilly 1999. Vytvořil přitom rekord Mistrovství světa výkonem 8902 bodů, ten potom vydržel až do roku 2015. Druhý v pořadí byl rovněž skvělým výkonem a osobním rekordem 8815 bodů Estonec Erki Nool, třetí již s odstupem (8603 bodů) Brit Dean Macey. Závodu se zúčastnilo celkem 22 desetibojařů, 17 závod dokončilo. Mezi těmi, kdo nedokončili, byl například i Bryan Clay nebo Eduard Hämäläinen. Kromě Dvořáka si vedl dobře i další Čech Jiří Ryba (6. místo, 8332 bodů), naopak úřadující světový rekordman Roman Šebrle bojoval se zraněním a po nepodařeném běhu na 110 metrů překážek skončil výkonem 8174 bodů až na 10. pozici.

## Průběh boje o medaile
Dvořák zaběhl druhou nejrychlejší stovku (10,62 s), lepší byl jen Nool (10,60). Macey zaznamenal čas 10,72 s. V dálce kraloval Dvořák v osobním rekordu 807 cm před Noolem (763 cm) i Maceyem (759 cm). To se opakovalo i v kouli, kde Dvořák vrhl 16,57 metru, zatímco Nool jen 14,90 m. a Macey 15,41 m. Brit nicméně výrazně bodoval ve výšce (215 cm), porazil tak Noola o 12 cm a Dvořáka o 15 cm. V běhu na 400 metrů si vedli skvěle Macey (46,21 s.) i Nool (46,23 s.), Dvořák si s odstupem doběhl také pro rychlý čas (47,74 s.). Na 110 m. překážek opět vyhrál Dvořák (13,80 s.), daleko před Maceyem (14,34 s.) i Noolem (14,40 s.). V disku byl nejlepší z medailistů Brit (46,96 m.), za ním Dvořák (45,51 m.) a poslední skončil Nool (43,40 m.). V tyči se vytáhl Nool výkonem 540 cm, Dvořák zvládl rovných 5 metrů a Macey skončil na 470 cm. V oštěpu porazil Dvořák Noola (68,53 m. ku 67,01 m.), Brit zůstal daleko za nimi výkonem 54,61 m. V závěrečném běhu na 1500 metrů si Dvořák doběhl pro jisté vítězství časem 4:35,13 min., ačkoliv oba jeho soupěři byli rychlejší (Nool 4:29,58 min. a Macey 4:29,05 min).